# Clidemia cuatrecasasii
Clidemia cuatrecasasii är en tvåhjärtbladig växtart som beskrevs av John Julius Wurdack. Clidemia cuatrecasasii ingår i släktet Clidemia och familjen Melastomataceae.
Artens utbredningsområde är Colombia. Inga underarter finns listade i Catalogue of Life.